# Lone Simonsen
Lone Simonsen (født 17. april 1959) er en dansk professor og epidemiolog. Hun har siden starten af 2020 været centerleder for forskningscenteret PandemiX ved Roskilde Universitet, der siden 2023 har været et Center of Excellence støttet af Danmarks Grundforskningsfond.
Simonsen fik en kandidatgrad fra RUC i 1985 i biologi og kemi og fortsatte til USA, hvor hun i 1992 fik en ph.d.-grad fra University of Massachusetts, Amherst i populationsgenetik. Hun var derefter postdoc ved Danmarks Tekniske Universitet, hvor hun beskæftigede sig med mikrobiel økologi og kom derefter til Centers for Disease Control and Prevention. Her uddannede hun sig i epidemiologi.
Efter CDC arbejdede Simonsen ved WHO og senere ved det amerikanske National Institute of Health (en), hvor hun forskede i influenzapandemierne. I 2014 kom Simonsen tilbage til Danmark, først ved Københavns Universitet, siden ved Roskilde Universitet.
I sit arbejde benytter Lone Simonsen historiske og nutidige sygdomsdata og matematiske modeller til at forudse, hvad der sker med nuværende og fremtidige epidemier. Tilbage i 2018 forudså hun det, der senere blev kendt som COVID-19.

## COVID-19
Lone Simonsen var under coronapandemien en ofte benyttet epidemiologi-ekspert i medierne. Hendes store eksponering gav hende tilnavnet "Corona-Lone"..
Under sit medlemskab af blandt andet Referencegruppen i Sundhedsministeriet (2020-), Ekspertgruppen i Statens Serum Institut (2020-) og Sundhedsstyrelsens Advisory Board (2020-) rådgiver Lone Simonsen sundhedsmyndighederne og regeringen om pandemiens udvikling og pandemihåndtering.

## Forskning
Lone Simonsens primære forskningsfelt er inden for epidemiologi og pandemier. Hendes hovedudgivelser ligger inden for dette felt, men hendes publikationer dækker et bredt spektrum af temaer inden for historisk epidemiologi, sygdomsmodellering, global sundhedsepidemiologi, evaluering af vaccineprogrammer samt interdisciplinær forskning.
Hendes begreb “signature features” i influenzapandemier, der viste et signifikant aldersskifte mod høj dødelighed blandt unge voksne i det 20. århundredes influenzapandemier, var med til at ændre vaccinestrategier og medførte et øget fokus på genbrug af influenza A-antigener og naturlig immunitet blandt børn.
Under COVID-19-pandemien var Lone Simonsen en central figur inden for pandemiforskning. Blandt andet belyste hun superspredning; sammen med forskere fra Niels Bohr Institutet demonstrerede de gennem agentbaserede modeller, hvordan superspredning muliggjorde tidlig begrænsning af smitteudbredelse – noget, der tidligere var overset af traditionelle modeller.